# Anambra

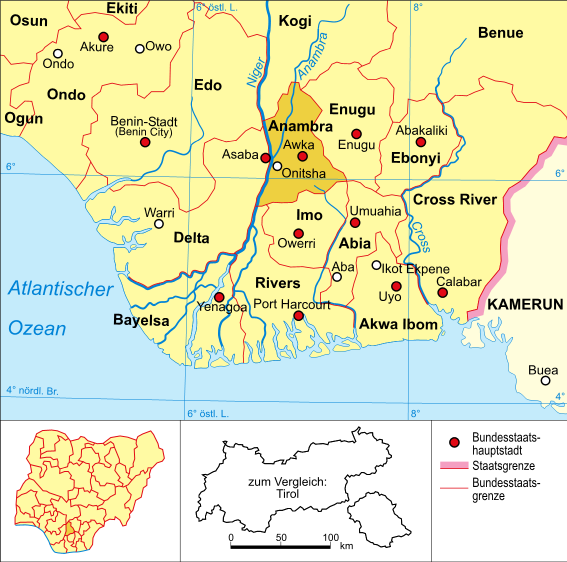
Lage von Anambra in Nigeria

Anambra ist ein Bundesstaat des westafrikanischen Landes Nigeria mit der Hauptstadt Awka. In Anambra leben 2016 knapp 5,5 Millionen Einwohner. Der Bundesstaat zählt zu den am dichtesten besiedeltesten des Landes. Die größte Stadt ist Onitsha mit 561.106 Einwohnern (2005).

## Geografie
Der Bundesstaat liegt im Süden des Landes und grenzt im Norden an den Bundesstaat Kogi, im Süden an die Bundesstaaten Rivers und Imo, im Westen an die Bundesstaaten Delta und Edo und im Osten an den Bundesstaat Enugu.

## Geschichte
Der Bundesstaat wurde am 27. August 1991 aus einem Teil des früheren Bundesstaates Anambra (Enugu) gebildet. Erster Administrator war zwischen 27. August 1991 und Januar 1992 Joseph Abula. Nach den Gouverneurswahlen am 19. April 2003 erklärte die Independent National Electoral Commission den Kandidaten der People’s Democratic Party (PDP), Chris Ngige, zum Sieger; am 15. März 2006 wurde diese Entscheidung vom Court of Appeal in Enugu wegen Wahlmanipulation aufgehoben und der Wahlsieg nachträglich dem Kandidaten der All Progressives Grand Alliance (APGA), Peter Obi, zugesprochen. Chris Ngige regierte vom 29. Mai 2003 bis zum 16. März 2006, am 17. März 2006 wurde Peter Obi als Gouverneur vereidigt. Am 2. November 2006 wurde Obi in einem Verfahren, dessen Rechtmäßigkeit angefochten wurde, vom Senat des Bundesstaats des Amtes enthoben, zu seiner Nachfolgerin wurde seine bisherige Stellvertreterin Virginia Etiaba (APGA) bestimmt. Als das Berufungsgericht den Vorwurf der Wahlmanipulation für nichtig erklärte, übergab Etiaba am 9. Februar 2007 die Amtsgeschäfte erneut an Obi. Seit dem 17. März 2014 ist Willie Obiano (APGA) im Amt. Die Gouverneurswahlen im November 2021 gewann Charles Chukwuma Soludo (AGPA).

### Liste der Gouverneure und Administratoren
- Joseph Abulu (Administrator 1991–1992)
- Chukwuemeka Ezeife (Gouverneur 1992–1993)
- Dabo Aliyu (Übergangsadministrator 1993)
- Mike Attah (Administrator 1993–1996)
- Rufai Garba (Administrator 1996–1998)
- Emmanuel Ukaegbu (Administrator 1998–1999)
- Chinwoke Mbadinuju (Gouverneur 1999–2003)
- Chris Ngige (Gouverneur 2003–2006)
- Peter Obi (Gouverneur 2006)
- Virginia Etiaba (Gouverneurin 2006–2007)
- Peter Obi (Gouverneur 2007–2014)
- Willie Obiano (Gouverneur 2014–)

## Verwaltung
Der Staat gliedert sich in 21 Local Government Areas. Diese sind: Aguata, Anambra East, Anambra West, Anaocha, Awka North, Awka South, Ayamelum, Dunukofia, Ekwusigo, Idemili North, Idemili South, Ihiala, Njikoka, Nnewi North, Nnewi South, Ogbaru, Onitsha North, Onitsha South, Orumba North, Orumba South und Oyi.

## Wirtschaft
Der Bundesstaat erreicht für das Jahr 2019 einen Index der menschlichen Entwicklung von 0,668 und weist damit eine nach UN-Klassifikation mittlere menschliche Entwicklung auf. Unter den 37 Verwaltungseinheiten Nigerias erreicht er damit den dritten Platz, direkt hinter den Staaten Lagos und Ogun.
Die Landwirtschaft ist ein wichtiger Wirtschaftszweig in Anambra. Es werden unter anderem Ölpalmen, Mais, Reis, Yams und Maniok angebaut. Bedeutend ist auch die Fischerei.
In Nnewi befindet sich der Automobilhersteller Innoson.

## Verkehr
Anambra hat gute Verkehrsverbindungen in andere Bundesstaaten des Landes. Der Fluss Niger verbindet Onitsha mit den Häfen von Port Harcourt im Bundesstaat Rivers und Bururu und Warri im Bundesstaat Delta.
Kurz vor der Vollendung steht die Zweite Nigerbrücke bei Onitsha.